# Фильмография Жоржа Мельеса
На этой странице приведён список фильмов французского режиссёра Жоржа Мельеса, одного из основоположников мирового кинематографа.

## 1896
- Партия в карты / Une partie de cartes
- Замок дьявола / Le manoir du diable
- Ужасная ночь / Une nuit terrible
- Исчезновение дамы в театре Робер Уден / Escamotage d’une dame au théâtre Robert Houdin
- Кошмар / Le Cauchemar
- Садовник, жгущий траву / Jardinier brûlant des herbes — Фильм не сохранился
- Поливальщик / L’Arroseur
- Прибытие поезда на вокзал Жуанвиля / Arrivée d’un train — Gare de Joinville
- Прибытие поезда на станцию в Венсанне / Arrivée d’un train gare de Vincennes
- Выход из ателье Вибер / Sortie des ateliers Vibert
- Прибой у волнорезов
- Дети, играющие на пляже / Enfants jouant sur la plage
- Сильнее учителя, или Урок езды на велосипеде / Plus fort que le maître
- Манеж деревянных лошадок
- Прачки
- Добрый чертёнок
- Расклейщик афиш
- Цыганский табор
- Базарный день в Трувиле / Jour de marché à Trouville
- Уличные сценки в Париже
- Военные сцены
- Морские сцены
- Прибытие русского царя в Париж
- Фокусник, достающий из воздуха за одну минуту десять шляп / Dix chapeaux en 60 secondes
- Стиральная машина / Les Blanchisseuses
- Паровая машина / Batteuse à vapeur
- Морское купание / Baignade en mer
- Лодки покидают порт в Трувилле / Barque sortant du port de Trouville
- Цыганский табор / Campement de bohémiens
- Бивак / Le Bivouac
- Защита / Défense d’afficher

## 1897
- Галлюцинации алхимика[англ.] / L’Hallucination de l’alchimiste
- Замок с привидениями /Le château hanté
- На крышах[англ.] /Sur les toits
- Последний патрон / La dernière cartouche
- Взятие Турнавоса / La Prise de Tournavos
- Казнь шпиона / Exécution d'un espion / Утрачен
- Резня на Крите / Massacres en Crète / Утрачен
- Опасное восхождение на Монблан / Passage dangereux (Mont-Blanc) / Утрачен
- Морской бой в Греции[англ.] /Combat naval en Grèce
- Гугуце и автоматон[англ.] /Gugusse et l'Automate / Утрачен
- Между Дувром и Кале / Entre Calais et Douvres
- Пипинг Том на берегу моря / L'Indiscret aux bains de mer / Утрачен
- За сценой / Dans les coulisses (scène comique dans un théâtre) / Утрачен
- Гончар / Tourneur en poterie / Утрачен
- Кузнечик и муравей / La Cigale et la Fourmi / Утрачен
- Подъём на воздушном шаре / Ascension d'un ballon / Утрачен
- Кабинет Мефистофеля / Le Cabinet de Méphistophélès
- Брадобрей и фермер / Figaro et l'Auvergnat / Утрачен
- Заколдованная гостиница /L'auberge ensorcelée
- Августа и Бибб /Auguste et Bibb / Утрачен
- Американский хирург /Chirurgien américain / Утрачен
- В отдельном кабинете / En cabinet particulier / Утрачен
- После бала (фильм, 1897)[англ.] /'Après le bal (le tub)
- Гипнотизёр / Le Magnétiseur / Утрачен
- Раздражительная натурщица / Le Modèle irascible / Утрачен
- Танец в гареме / Danse au sérail
- Продажа рабов в гарем / Vente d'esclaves au harem / Утрачен
- Сражение, на улицах Индии / Combat dans une rue aux Indes / Утрачен
- Нападение на блокгауз / Attaque d'un poste anglais / Утрачен
- Боксёрский матч / Match de boxe (professeurs de l'École de Joinville) / Утрачен
- Сон пьяницы / Vision d’ivrogne / Утрачен
- Фауст и Маргарита / Faust et Marguerite

## 1898
- Пигмалион и Галатея / Pygmalion et Galathée
- Дилеммы новобрачной
- Фантасмагорические иллюзии / Illusions fantasmagoriques
- Приключения Вильгельма Телля / Les Aventures de Guillaume Tell
- Одна голова хорошо, а четыре лучше / Un homme de têtes
- Сон астронома / La lune à un mètre

## 1899
- Дело Дрейфуса / L’affaire Dreyfus
- Золушка / Cendrillon
- Жанна д’Арк / Jeanne d’Arc
- Клеопатра / Cléopâtre
- Молниеносные превращения / L’Homme Protée
- Христос, идущий по водам / Le Christ marchant sur les flots

## 1900
- Человек-оркестр / L’homme-orchestre
- Рождественский сон / Le Rêve de Noël

## 1901
- Душ полковника / La douche de colonel
- Красная шапочка / La petit chaperon rouge
- Беглецы из Шарантона / L'echappes de Charenton
- Синяя борода / Barbe-bleue
- Странные дислокации / Dislocations mystérieuses
- Человек с резиновой головой / L’homme à la tête de caoutchouc
- Маленькая танцовщица

## 1902
- ромео и джульетта /  Romeo and juliet
- Путешествие на Луну / Le Voyage dans la Lune
- Коронация короля Эдуарда VII / Le couronnement du roi Édouard VII
- Путешествие Гулливера в страну лилипутов и в страну гигантов / Le Voyage de Gulliver à Lilliput et chez les géants
- Извержение вулкана на Мартинике / Éruption volcanique à la Martinique
- Робинзон Крузо / Les Aventures de Robinson Crusoé
- Магическое яйцо / L’Oeuf du sorcier ou L’oeuf magique prolifique
- Дьявол и статуя / L’Oeuf du sorcier ou L’oeuf magique prolifique
- Лысая гора
- Человек-муха / L’homme-mouche

## 1903
- Галлюцинации алхимика
- Гибель Фауста / La damnation de Faust
- Инфернальный котёл / Le chaudron infernal
- Меломан /Le mélomane
- Монстр / Le monstre
- В царстве фей / Le royaume des fées
- Дьявольский кэк-уок / Le Cake-walk infernal
- Заколдованная гостиница
- Фауст в аду / Faust aux enfers
- Джэк и Джим / Jacques et Jim
- Десять женщин под одним зонтиком / La Parapluie fantastique
- Дельфийский оракул / L’Oracle de Delphes

- Неудача никогда не приходит одна / Un Malheur n’arrive jamais seul

- Волшебный фонарь / La lanterne magique

## 1904
- Путешествие через невозможное (Невероятное путешествие) / Le voyage à travers l’impossible
- Фауст и Маргарита / Faust et Marguerite
- Севильский цирюльник / Le Barbier de Séville
- Вечный жид / Le Juif errant
- Волшебный фонарь / La lanterne magicue
- Дом дьявола

## 1905
- Рождественский ангел / L’Ange de Noël
- Живые карты / Les cartes vivantes
- Остров Калипсо. Улисс и гигант Полифем / Оle de Calypso: L’Ulysse et le geant Polypheme
- Легенда о Рип Ван Винкле / La Légende de Rip Van Winkle
- Рейс Париж — Монте-Карло / Le raid Paris-Monte Carlo en deux heures
- Тысяча и одна ночь / Les palais des mille et une nuits
- Чёрный дьявол / Le diable noir

## 1906
- Фею Карабосс или Фатальный кинжал
- Поджигатели (История одного преступления) / Histoire d’un crime
- Четыреста проделок дьявола / Les Quatre cents farces du diable
- Мыльные пузыри / Les Bulles de savon animées

## 1907
- 20000 лье под водой / 20,000 Lieues Sous les Mers
- Гамлет / Hamlet
- История цивилизации / La Civilisation à travers les âges
- Туннель под Ла-Маншем, или Франко-английский кошмар / Tunnel sous la manche ou Le cauchemar franco-anglais
- Солнечное затмение и другие космические происшествия / L'éclipse du soleil en pleine lune

## 1908
- Фея-стрекоза, или Волшебное озеро
- Тартарен из Тараскона / Tartarin de Tarascon
- Рейд Париж — Нью-Йорк на автомобиле / Le Raid Paris-New York en automobile (утерян)

## 1909
- Фантастические фокусы

## 1911
- Галлюцинации барона Мюнхгаузена / Les Aventures de baron de Munchhausen

## 1912
- Завоевание полюса / À la conquête du Pôle

## 1913
- Путешествие семьи Бурришон / Le Voyage de la famille Bourrichon

## Год не известен
- Люлли, или Разбитая скрипка
- Юлий Цезарь
- Соперники в любви
- Слишком стар!

(Жорж Садуль датирует эти фильмы 1908 годом)